# Xã Salem, Quận Carroll, Illinois
Xã Salem (tiếng Anh: Salem Township) là một xã thuộc quận Carroll, tiểu bang Illinois, Hoa Kỳ. Năm 2010, dân số của xã này là 348 người.